# Sérgio Matias Franco de Menezes
Sérgio Matias Franco de Menezes (27 de abril de 1965) é um ex-atleta brasileiro.

## Historial
- 4º colocado no revezamento 4x400 metros nos Jogos Olímpicos de Verão de 1992 em Barcelona[1][2]
- Participante nos 200 metros rasos nos Jogos Olímpicos de Verão de 1992 em Barcelona[1][2]
- 1º colocado no revezamento 4x400 metros na Copa do Mundo de Atletismo de 1989 em Barcelona[3]
- Participante nos 400 metros rasos nos Jogos Olímpicos de Verão de 1988 em Seul[1][2]